# Звягель
Звя́гель (укр. Звягель; в 1795—2022 годах — Новоград-Волынский, укр. Новоград-Волинський) — город в Житомирской области Украины. Административный центр Звягельского района (до 2020 года был городом областного подчинения).
День города отмечается в последние субботу и воскресенье июля.

## География
Город расположен в западной части Житомирской области на берегах реки Случь, в 217 км западнее Киева. Через Звягель проходит международная автотрасса «Киев — Львов — Чоп», государственная автодорога «Васьковичи — Порубное», а также автодороги областного значения. Узловая железнодорожная станция Юго-Западной железной дороги (линия на Житомир и Коростень — Шепетовка).

## История
Во времена Киевской Руси город назывался Возвягль. Он впервые упомянут в летописи под 1257 годом как один из городов Болоховской земли, куда князь Даниил Романович Галицкий направил своего тиуна с войском. За неповиновение город был взят приступом и сожжён. В настоящее время остатки двух древнерусских городищ, расположенных на северной окраине Звягеля, известны как археологический комплекс Возвягль.
В составе Польской Руси местечко Звягель принадлежало князьям Любомирским. После третьего раздела Речи Посполитой в 1793 году Звягель (в составе восточной Волыни) отошёл к Российской империи указом Екатерины ІІ от 5 июля 1795 года Звягель переименован в Новоград-Волынский и назначен губернским центром новообразованной Волынской губернии.

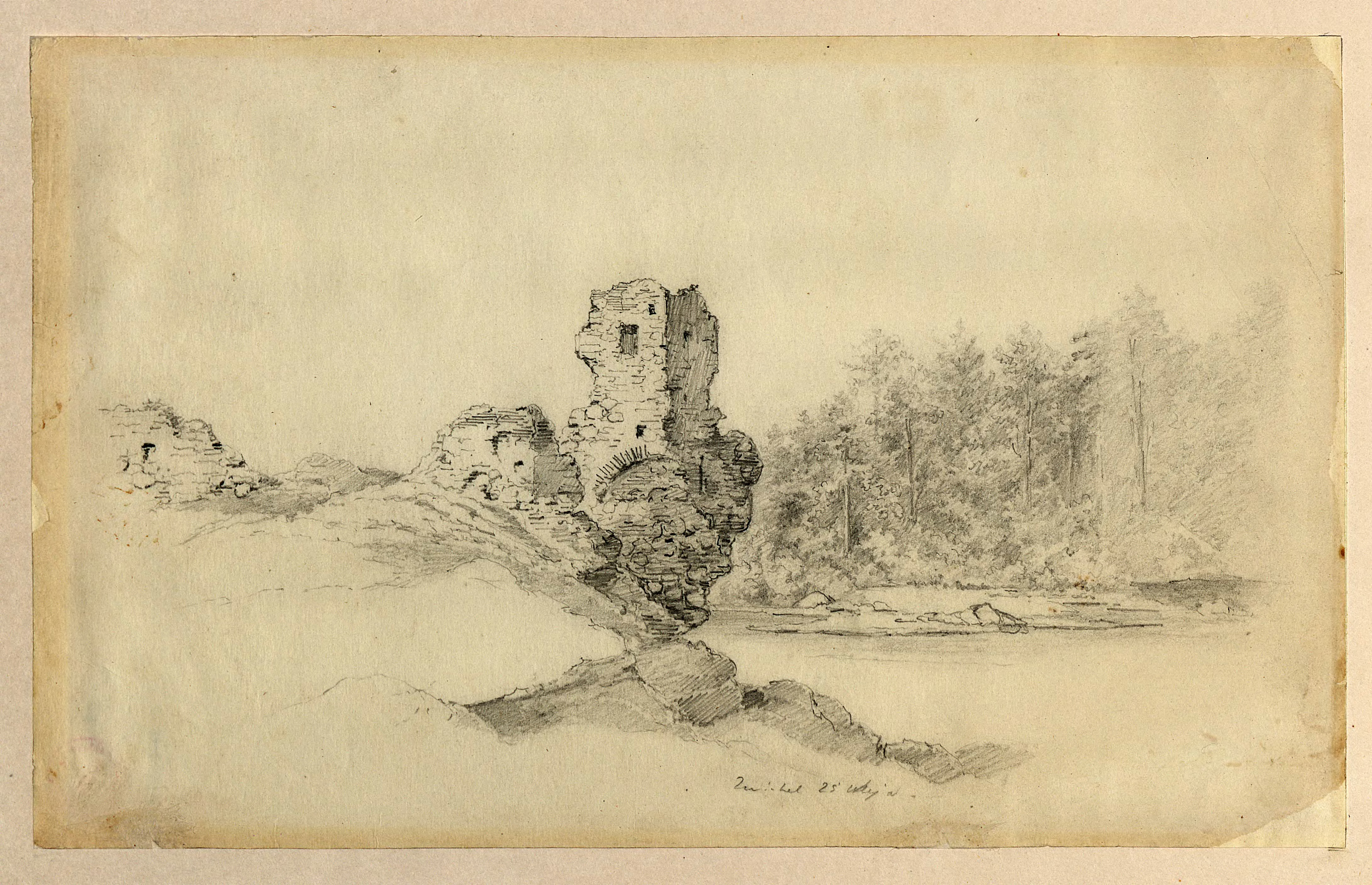
Звягельская крепость, 1887 год

После смерти Екатерины ІІ император Павел I перенёс губернский центр в город Житомир, а Новоград-Волынский получил статус уездного города.
В 1907 году уездный город Новоград-Волынского уезда Волынской губернии.
С апреля по июнь 1920 года город был оккупирован польскими войсками. Освобождён Красной армией 27 июня 1920 года в результате Новоград-Волынской операции. События описаны в рассказах И. Э. Бабеля из цикла «Конармия» («Костёл в Новограде», «Пан Аполек»).
С 1932 года по 1939 год в городе находилось управление Новоград-Волынского укреплённого района.
С 1935 по 1939 год в городе Новоград-Волынск находились управление и части 14-й кавалерийской дивизии (КВО, 2-го кавалерийского корпуса, с 26 июля 1938 года Кавалерийской армейской группы). С 17 сентября 1939 года участвовала в военном походе Красной армии в восточные районы Польши — Западную Украину в составе 2-го кк Волочиской армейской группы.
С 10 мая 1935 года по 31 июля 1938 года в городе находилась 12-я механизированная бригада Киевского военного округа.
В 1935—1937 годах Новоград-Волынский был центром одноимённого округа. После создания 22 сентября 1937 года Житомирской области Новоград-Волынский стал районным центром области.
В 1936 году по проекту архитектора Иосифа Каракиса строится Дом Красной Армии.
31 июля 1938 года — июль 1940 года в городе находилась 24-я легкотанковая бригада Киевского Особого военного округа.
Во время Великой Отечественной войны в городе действовало Новоград-Волынское подполье. В числе расстрелянных немецко-фашистскими захватчиками 6 ноября 1943 года подпольщиков Новоград-Волынского был один из участников «Молодой гвардии» — Василий Борисов со своим братом и матерью.
С 5 июля 1941 года войска восстановленного Новоград-Волынского укреплённого района Юго-Западного фронта вступили в боевые действия против германских войск.
10 июля 1941 года советские органы и войска оставили город, оккупирован германскими войсками.
3 января 1944 года город освобождён советскими войсками 1-го Украинского фронта в ходе Житомирско-Бердичевской операции от германских войск:
- 13-й армии в составе: 24-го ск (генерал-майор Кирюхин, Николай Иванович) в составе; 287-й сд (генерал-майор Панкратов, Иосиф Николаевич), 149-й сд (полковник Орлов, Андрей Архипович), часть сил 140-й сд (генерал-майор Киселёв, Александр Яковлевич); 25-го тк (генерал-майор т/в Аникушкин, Фёдор Георгиевич) в составе: 20-й мсбр (генерал-майор Ильин, Пётр Сысоевич), 111-й тбр (полковник Грановский, Исаак Наумович), 162-й тбр (подполковник Шалыгин, Иосиф Фёдорович), 175-й тбр (подполковник Гладяев, Дмитрий Фёдорович), 41-го сап (подполковник Седов, Василий Николаевич), 1829-го тсап (майор Королёв, Михаил Селиванович); 150-й тбр (полковник Пушкарёв Сергей Филиппович), 999-го сап (майор Кожемячко, Николай Федосович).

Войскам, участвовавшим в освобождении Новоград-Волынского, приказом ВГК ВС СССР от 3 января 1944 года объявлена благодарность, и в Москве дан салют 12-ю артиллерийскими залпами из 124 орудий.
Приказом Ставки ВГК от 3 января 1944 года в ознаменование одержанной победы соединения и части, отличившиеся в боях за освобождение города Новоград-Волынск, получили наименование «Новоград-Волынских»:
- 149-я стрелковая дивизия
- 287-я стрелковая дивизия
- 111-я танковая бригада
- 162-я танковая бригада
- 175-я танковая бригада
- 20-я мотострелковая бригада
- 1829-й тяжёлый самоходный артиллерийский полк
- 41-й самоходный артиллерийский полк[15].

Приказом Ставки ВГК от 1944 года в ознаменование одержанной победы соединения и части, отличившиеся в боях за освобождение города Новоград-Волынск, получили наименование «Новоград-Волынских»:
- 53-й отдельный мотоциклетный батальон (майор Петухов, Николай Семёнович)
- 1497-й истребительный противотанковый артиллерийский полк (майор Залётов, Константин Николаевич)
- 459-й миномётный полк (майор Бекетов, Алексей Дмитриевич)
- 1702-й зенитно-артиллерийский полк (подполковник Туров, Григорий Семёнович)
- 194-й отдельный сапёрный батальон (майор Генин, Наум Наумович).[13]

На окраине города сооружён мемориальный комплекс в честь танкистов, отличившихся здесь в боях с немецко-фашистскими захватчиками. В центре комплекса — постамент с танком, на броне которого надпись — «Беспощадный».
В 1966 году был построен и введён в эксплуатацию Новоград-Волынский мясокомбинат (остановил производство в начале 2013 года).
13 января 1971 был введён в эксплуатацию Новоград-Волынский льнозавод (мощностью 2200 тонн продукции в год), также в 1971 году был построен клуб на 800 мест.
B 1995 году по инициативе городских властей около гарнизонного Дома Офицеров по ул. Леваневского был установлен памятник жертвам фашизма.
16 июня 2022 года депутаты городского совета поддержали возвращение городу исторического названия — Звягель. Постановлением Верховной рады Украины, 16 ноября 2022 года городу было возвращено историческое название — Звягель.
|                        |                             |                                  |                               |                        |
| Памятник Лесе Украинке | Дом Красной Армии, 1941 год | Мемориальный музей Леси Украинки | Элементы Звягельской крепости | Железнодорожный вокзал |

## Население

### Языковой состав
Согласно переписи 1897 года, население города составляло 16 904 жителя, из которых своим родным языком считали: 9363 (55,4 %) — еврейский язык, 2939 (17,4 %) — русский язык, 2662 (15,7 %) — украинский язык, 1 291 (7,6 %) — польский язык, 344 (2 %) — немецкий язык, 173 (1 %) — башкирский язык.
Родной язык населения по данным переписи 2001 года:
| Язык       | Численность, чел. | Доля     |
| ---------- | ----------------- | -------- |
| Украинский | 50 544            | 89,37 %  |
| Русский    | 5 662             | 10,01 %  |
| Другое     | 349               | 0,62 %   |
| Итого      | 56 555            | 100,00 % |

Украинский язык является основным и единственным официальным языком города.
По данным Государственной службы статистики Украины в 2023/24 учебном году все 133 037 учащихся в учреждениях общего среднего образования в Житомирской области обучались в украиноязычных классах.

## Храмы
1. Свято-Троицкий кафедральный собор УПЦ МП
2. Свято-Преображенский храм УПЦ МП
3. Свято-Николаевский храм УПЦ МП
4. Приход Святых Царственных мучеников и страстотерпцев УПЦ МП
5. Свято-Гергиевский приход УПЦ МП
6. Храм прав. Феодора (Ушакова) УПЦ МП (в воинской части)
7. Войсковой казачий Приход во имя Святого Иоанна Русского УПЦ МП
8. Свято-Михайловский храм УПЦ МП
9. Свято-Петропавловский храм УПЦ МП

## Города-побратимы
- Долина, Украина
- Сурами, Грузия
- Ломжа, Польша
- Борислав, Украина[28]
- Суомуссалми, Финляндия
- Резекне, Латвия

### Бывшие
- Курск, Россия — до 21 июля 2016 года, решение о партнёрских отношениях расторгнуто депутатами Новоград-Волынского горсовета[29].
- Рогачёв, Беларусь (до 2022)[30]

## Известные люди
25 февраля 1871 года в Новоград-Волынском, родилась Лариса Петровна Косач-Квитка, известная миру как выдающаяся украинская поэтесса, драматург, общественная деятельница Леся Украинка. Семья Косачей прожила в Новоград-Волынском 11 лет, в частности, в этом доме — 2 года. Маленький белый домик уцелел, несмотря на все войны I-й половины XX в., И в 1963 году, по случаю 50-летия памяти поэтессы, в нём открыли музей-библиотеку.
25 февраля 1971 года в честь 100-летнего юбилея Леси Украинки на правах отдела Житомирского областного краеведческого музея здесь открыт литературно-мемориальный музей Леси Украинки. В мемориальной части, его трёх комнатах, воссоздана жизнь Косачей в Звягеле: документы, картины, фотографии, книги, мебель тех времён.
Также среди известных уроженцев Звягеля:
- Михаил Косач (1869—1903) — украинский учёный-метеоролог и писатель, автор ряда рассказов, печатавшихся в периодике.
- Валерий Залужный (род. 8 июля 1973 года) — главнокомандующий Вооружёнными силами Украины (2021—2024).
- Елена Яковлева (род. 5 марта 1961 года) — советская и российская актриса.